# سفیدبرفی و سرخ رز
از داستان جن ناسپاس… اثر کارولین اشتایل به عنوان قدیمی‌ترین نسخه از داستان سفید برفی یاد می‌کنند که مبدأ آن از کشور آلمان است؛ و البته خیلی کوتاه‌تر و کاملاً متفاوت از داستان برادران گریم یا نسخه انیمیشن والت دیزنی می‌باشد.

## داستان
زنی بیوه در کلبه‌ای قدیمی ای زندگی می‌کرد که روبه روی آن دو درخت گل رز بودند، یکی سرخ و دیگری سپید، زن بیوه هم دو دختر زیبا داشت، یکی سفید برفی و دیگری سرخ رز، با وجود فقر خانواده، آن‌ها در کنار هم خانواده‌ای خوشبخت و بسیار مهربان و بخشنده بودند، طوری که اگر کسی کمک طلب می‌کرد، آن‌ها به وی کمک می‌کردند.
شبی سرد در زمستان، در میانه شب در کلبه آن‌ها به صدا درآمد، سرخ رز در را باز کرد، به ناگاه خرسی را دید، ابتدا ترسید، خرس گفت: من در حال یخ زدن هستم، به من امان دهید. سفید برفی و سرخ رز، آتش شومینه را بیشتر کردند و برف تن آن خرس را تکاندند، خرس تا صبح آنجا ماند و صبح از آن‌ها تشکر کرد و می‌رفت. تمام زمستان همین اتفاق تکرار شده بود و دو خواهر با خرس دوست شده بودند و او هم‌اکنون عضوی از خانواده آن‌ها بود. در انتهای زمستان، خرس از دو دختر تشکر فراوان کرد و گفت باید برود و از سنگی گرانبها مراقب کند و رفت.
روزی دو دختر در جنگل در حال گذار و بازی بودند که به یک جن برخوردند، ریش او به درختی گیر کرده بود و او را نیز گیر انداخته بود، دخترها ریش او را کوتاه کردند و او را نجات دادند، اما جن بجای تشکر از آنها، عصبانی شد و آن‌ها را برای کوتاه کردن ریش گرانبهایش مقصر دانست، روزها به سرعت می‌گذشتند و خواهرها هربار به جن برخورد می‌کردند او در مشکلی بود و آن‌ها به او کمک می‌کردند و جن همچنان ناسپاس بود.
تا روزی دوباره جن را دیدند که دوان دوان و هراسان می‌آمد و پشت خواهرها مخفی شد، خرسی عصبانی آنجا سر رسید، جن به خرس التماس کرد که او را نکشد و به جای او دخترها بخورد.
خرس به اون اصلاً اعتنایی نکرد و با یک ضربه او را از پای درآورد؛ و بعد از مرگ جن، خرس تبدیل به شاهزاده‌ای شد، خواهرها با تعجب به هم می‌نگریستند که شاهزاده گفت تعجب نکنید، این جن، مرا طلسم کرده بود و سنگ جادویی مرا نیز دزدیده بود، و با مرگ او من دوباره به شکل اول خودم برگشتم. شاهزاده با سفید برفی ازدواج کرد و البته سرخ رز هم با برادر شاهزاده ازدواج کرد و به خوبی خوشی زندگی کردند.
این داستان در حقیقت به نام داستان «جن ناسپاس» شناخته می‌شود و اقتباس‌های بعدی آن به نام «سفید برفی» تغییر کرد.

## نگارخانه

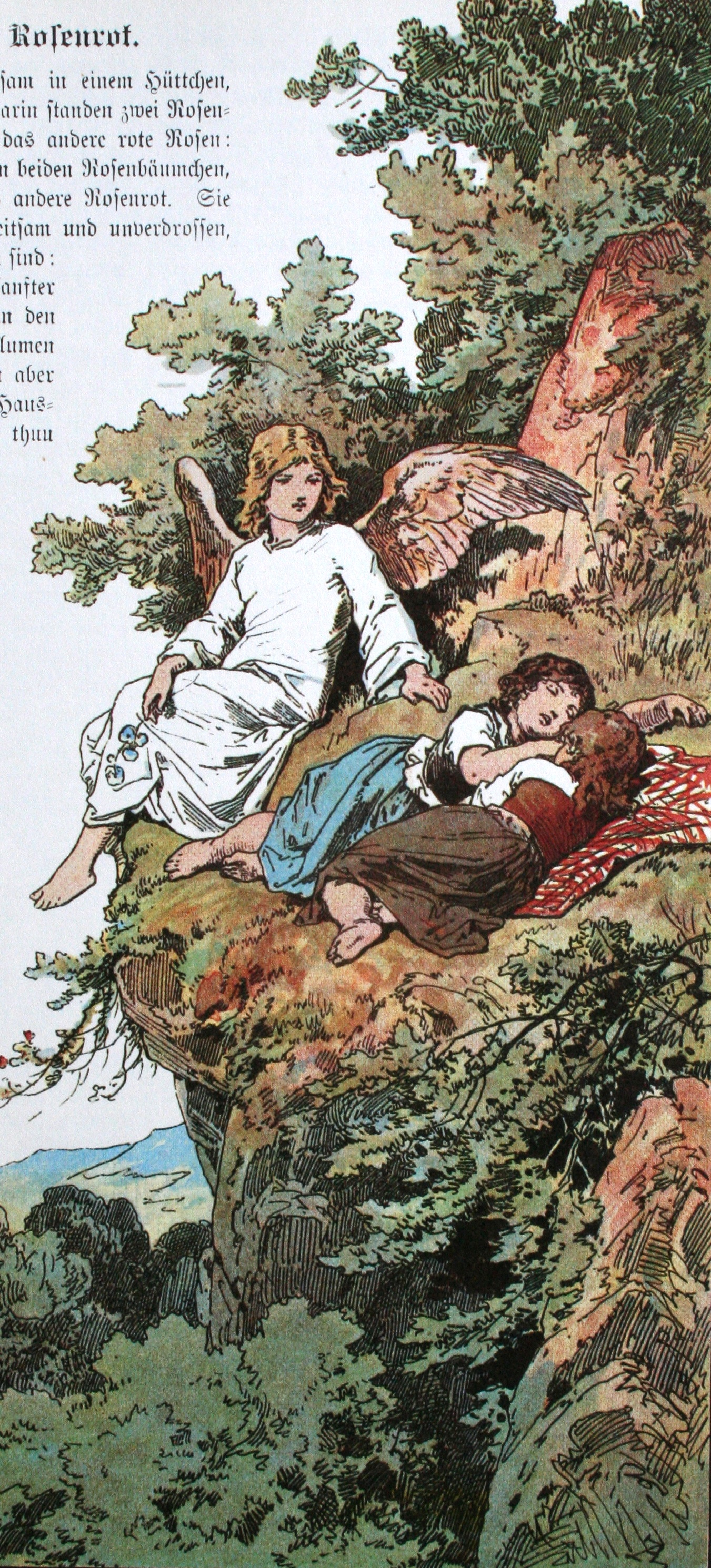
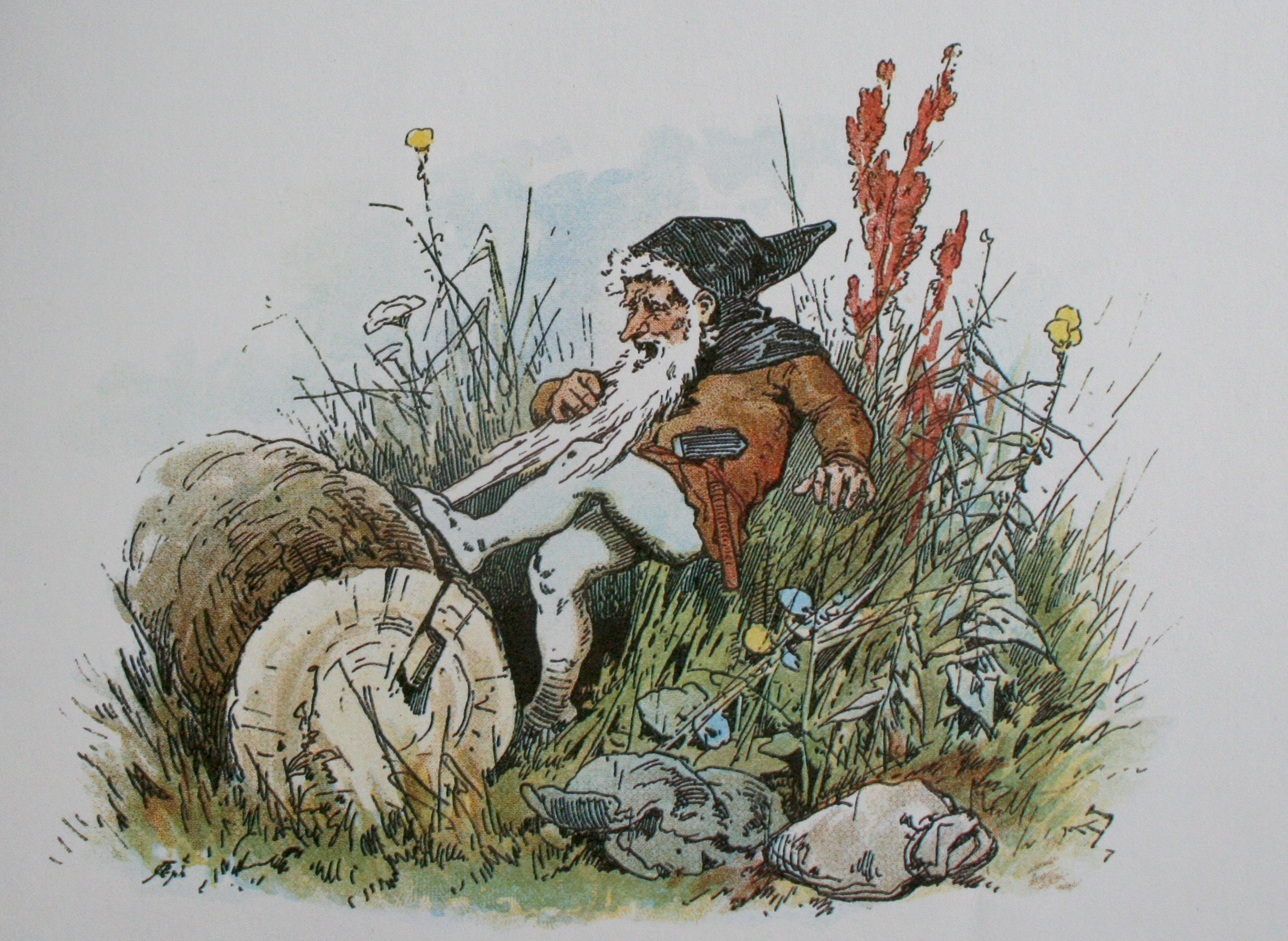
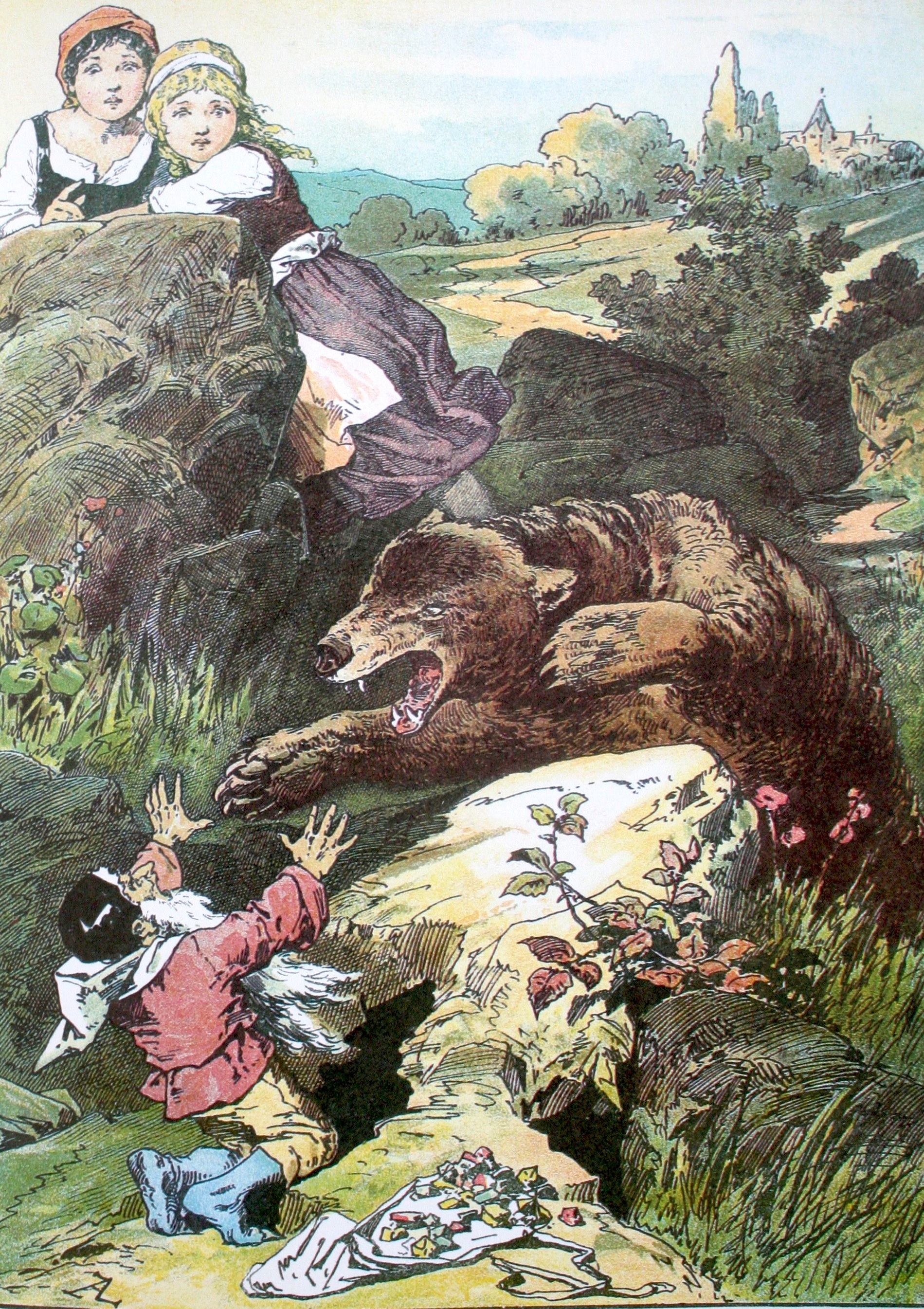